# Arnold (Minnesota)
Arnold ist ein Ort im St. Louis County im US-amerikanischen Bundesstaat Minnesota. Im Jahr 2010 hatte der damalige Census-designated place Arnold 2960 Einwohner. Im Jahr 2015 ging der Ort in der Stadt Rice Lake auf.
Arnold gehört zur Metropolregion Duluth–Superior Metropolitan Statistical Area.

## Geografie
Arnold liegt am nördlichen Stadtrand der Stadt Duluth, weniger als einen Kilometer nordöstlich des Flughafens. Die geografischen Koordinaten von Arnold sind 46°52′49″ nördlicher Breite und 92°05′26″ westlicher Länge. Der Ort erstreckt sich über eine Fläche von 30,1 km².
Das Stadtzentrum von Duluth liegt 12 km südlich. Die nächstgelegenen weiteren Großstädte sind Thunder Bay in der kanadischen Provinz Ontario (307 km nordöstlich) und Minneapolis, die größte Stadt Minnesotas (262 km südwestlich).
Die Mündung des Pigeon River, der die Grenze zu Kanada bildet, liegt 254 km nordöstlich.

## Verkehr
Alle Straßen innerhalb von Arnold sind untergeordnete Landstraßen, teils unbefestigte Fahrwege sowie innerörtliche Verbindungswege. Die nächsten internationalen Flughäfen sind der 303 km nordöstlich gelegene Thunder Bay International Airport sowie der 269 km südsüdwestlich gelegene Minneapolis-Saint Paul International Airport.

## Demografische Daten
Nach der Volkszählung im Jahr 2010 lebten in Arnold 2960 Menschen in 1169 Haushalten. Die Bevölkerungsdichte betrug 98,3 Einwohner pro Quadratkilometer. In den 1169 Haushalten lebten statistisch je 2,53 Personen.
Ethnisch betrachtet setzte sich die Bevölkerung zusammen aus 96,4 Prozent Weißen, 0,6 Prozent Afroamerikanern, 1,0 Prozent amerikanischen Ureinwohnern, 0,4 Prozent Asiaten sowie 0,3 Prozent aus anderen ethnischen Gruppen; 1,2 Prozent stammten von zwei oder mehr Ethnien ab. Unabhängig von der ethnischen Zugehörigkeit waren 0,7 Prozent der Bevölkerung spanischer oder lateinamerikanischer Abstammung.
21,6 Prozent der Bevölkerung waren unter 18 Jahre alt, 65,7 Prozent waren zwischen 18 und 64 und 12,7 Prozent waren 65 Jahre oder älter. 48,1 Prozent der Bevölkerung war weiblich.
Das mittlere jährliche Einkommen eines Haushalts lag bei 67.174 USD. Das Pro-Kopf-Einkommen betrug 27.752 USD. 7,9 Prozent der Einwohner lebten unterhalb der Armutsgrenze.